# Anodonte des cygnes
Anodonta cygnea
Espèce
Statut de conservation UICN

 LC  : Préoccupation mineure
L'anodonte des cygnes (Anodonta cygnea), ou anodonte des étangs, ou mulette des cygnes ou moule d’eau douce est une espèce de mollusques bivalves de la famille des Unionidae.

## Distribution
Sa distribution originelle est la zone paléarctique de l'est, des îles Britanniques à la Sibérie et, vers le sud, jusqu'en Afrique du Nord.

## Habitat
Ce mollusque vit sur la vase et les gravières de fond d'étendues d'eau stagnantes ou à faible courant

## Description de la coquille
La coquille présente une longueur de 95 à 200 mm et une hauteur de 60 à 120 mm. Son épaisseur est comprise entre 30 et 60 mm, avec des valves à parois fines. Un des côtés est pointu.

Valve droite
Valve gauche

## État de protection
- Liste rouge mondiale des espèces menacées (Novembre 2012): LC (UICN).
- Liste rouge européenne des espèces menacées (2012) : NT (IUCN).
- Belgique
- Allemagne - en grand danger (Stark gefährdet) [1] Listé en tant qu'espèce protégée à l'annexe 1 du Bundesartenschutzverordnung.
- Croatie
- France: espèce non protégée. On la retrouve en Moselle, Loiret, etc.
- Îles Britanniques
- Italie
- Pays-Bas - oui[2]
- Pologne - en danger[3]
- Slovaquie
- Suède - relativement rare[4]
- République tchèque vulnérable (VU)[5]. Code tchèque, Décret No. 395/1992 Sb. (and No. 175/2006 Sb.) - espèces très menacées.